# George Aliceson Tipton
George Aliceson Tipton, dit George Tipton, né le 23 janvier 1932 et décédé le 12 février 2016, est un arrangeur, chef d'orchestre et compositeur de musique de film.

## Filmographie

### Cinéma
- 1973 : La Balade sauvage
- 1980 : Nights at O'Rear's

### Télévision

#### Séries télévisées
- 1969-1972 : The Courtship of Eddie's Father
- 1975 : Fay (en)
- 1975 : Petrocelli
- 1977 : Mulligan's Stew (en)
- 1977-1981 : Soap
- 1977-1982 : La croisière s'amuse
- 1979 : $weepstake$
- 1979 : Benson (en)
- 1980 : The Yeagers
- 1980-1989 : It's a Living (en)
- 1982 : It Takes Two (en)
- 1983 : Condo (en)
- 1985 : Hail to the Chief
- 1985 : Hôtel
- 1985-1992 : Les Craquantes
- 1988-1995 : La Maison en folie (Empty Nest)
- 1989 : Heartland (en)
- 1991 : Good & Evil (en)
- 1992-1993 : Nurses (en)
- 1992-1993 : The Golden Palace

#### Téléfilms
- 1966 : Jan & Dean: On the Run
- 1972 : No Place to Run (en)
- 1972 : Réveillon en famille (en) (Home for the Holidays)
- 1973 : The Affair (en)
- 1974 : Hit Lady (en)
- 1974 : Remember When
- 1974 : The Gun and the Pulpit (en)
- 1974 : Dis-moi qui tu es (The Stranger Who Looks Like Me)
- 1976 : Le Sourire aux larmes (en) (Griffin and Phoenix)
- 1976 : Laissez-moi mon enfant (I Want to Keep My Baby!)
- 1977 : Alerte rouge (en) (Red Alert)
- 1977 : Secrets
- 1978 : Three on a Date (en)
- 1978 : Le Grand Jour (With This Ring)
- 1979 : Christmas Lilies of the Field (en)
- 1979 : The Gift
- 1980 : Seizure: The Story of Kathy Morris
- 1980 : Trouble in High Timber Country
- 1982 : Side by Side: The True Story of the Osmond Family (en)
- 1983 : Le Procès du démon (The Demon Murder Case)